# Bataille d'Uddevalla
 (juillet 2025).
Si vous disposez d'ouvrages ou d'articles de référence ou si vous connaissez des sites web de qualité traitant du thème abordé ici, merci de compléter l'article en donnant les références utiles à sa vérifiabilité et en les liant à la section « Notes et références ».
Guerre de Scanie
Batailles
- Fehrbellin
- Jasmund
- Öland
- Halmstad
- Lund
- Fehmarn
- Malmö
- Køge
- Landskrona
- Marstrand
- Uddevalla
- Warksow
- Stralsund

La bataille d'Uddevalla est livrée le 28 août 1677 pendant la guerre de Scanie, près d'Uddevalla. Elle oppose une armée danoise à une armée suédoise et se termine par une victoire des Danois,, dirigés par Ulrik Frederik Gyldenløve. La défaite suédoise est mise sur le compte de l'inexpérience des nouvelles recrues et de l'incompétence de Magnus Gabriel De la Gardie, qui est relevé de son commandement par le roi Charles XI.